# Alesana Sione
Alesana Sione (ur. 28 czerwca 1966) – sztangista i zapaśnik z Samoa Amerykańskiego walczący w stylu wolnym. Olimpijczyk z Seulu 1988, gdzie zajął dziewiętnaste miejsce w wadze ciężkiej w zapasach i z Sydney 2000, gdzie zajął dwudzieste miejsce w kategorii ponad 105 kg, w podnoszeniu ciężarów.

## Letnie Igrzyska Olimpijskie 1988
| Konkurencja | Rundy eliminacyjne  | Rundy eliminacyjne     | Klas. końcowa |
| Konkurencja | Przeciwnik I        | Przeciwnik II          | Miejsce       |
| ----------- | ------------------- | ---------------------- | ------------- |
| 100 kg      | Babacar Sar (MRT) P | István Robotka (HUN) P | 19.           |